# Chascanum mixtum
Chascanum mixtum là một loài thực vật có hoa trong họ Cỏ roi ngựa. Loài này được Thulin mô tả khoa học đầu tiên năm 2005.